# Union Point
Union Point é uma cidade localizada no estado americano de Geórgia, no Condado de Greene.

## Demografia
Segundo o censo americano de 2000, a sua população era de 1669 habitantes.
Em 2006, foi estimada uma população de 1599, um decréscimo de 70 (-4.2%).

## Geografia
De acordo com o United States Census Bureau tem uma área de 5,4 km², dos quais 5,3 km² cobertos por terra e 0,1 km² cobertos por água.

## Localidades na vizinhança
O diagrama seguinte representa as localidades num raio de 20 km ao redor de Union Point.